# Розширення групи
Розши́рення гру́пи — група, що містить задану групу як нормальну підгрупу. У задачі розширення зазвичай задано нормальну підгрупу {\displaystyle N} і факторгрупу {\displaystyle Q}, і шукається розширення {\displaystyle G\supset N} таке, що {\displaystyle G/N\cong Q}, або, що еквівалентно, така {\displaystyle G} що існує коротка точна послідовність:
{\displaystyle 1\to N\to G\to Q\to 1}.
У цьому випадку кажуть, що {\displaystyle G} є розширенням {\displaystyle Q} за допомогою {\displaystyle N} (іноді використовується інше формулювання: група {\displaystyle G} є розширенням {\displaystyle N} за допомогою {\displaystyle Q}).
Розширення називають центральним розширенням, якщо підгрупа {\displaystyle N} лежить у центрі групи {\displaystyle G}.

## Приклади
Групи {\displaystyle \mathbb {Z} _{4}} так само як {\displaystyle \mathbb {Z} _{2}\times \mathbb {Z} _{2}} є розширеннями {\displaystyle \mathbb {Z} _{2}} за допомогою {\displaystyle \mathbb {Z} _{2}}.
Очевидне розширення — прямий добуток: якщо {\displaystyle G=K\times H}, то {\displaystyle G} є як розширенням {\displaystyle H}, так і {\displaystyle K}. Якщо {\displaystyle G} є напівпрямим добутком груп {\displaystyle K} і {\displaystyle H} ({\displaystyle G=K\rtimes H}), то {\displaystyle G} є розширенням {\displaystyle H} за допомогою {\displaystyle K}.
Вінкові добутки дають інші приклади розширень.

## Властивості
Якщо вимагати, щоб {\displaystyle G} і {\displaystyle Q} були абелевими групами, то множина класів ізоморфізмів розширення групи {\displaystyle Q} за допомогою заданої (абелевої) групи {\displaystyle N}, фактично, є групою, яка ізоморфна:
{\displaystyle \operatorname {Ext} _{\mathbb {Z} }^{1}(Q,N)}
(функтор Ext). Деякі інші загальні класи розширень відомі, але немає теорії, яка розглядає всі можливі розширення одночасно, у цьому сенсі задача розширення групи зазвичай вважається складною.
Оскільки будь-яка скінченна група {\displaystyle G} має максимальну нормальну підгрупу {\displaystyle N} із простою фактор-групою {\displaystyle G/N}, усі скінченні групи можна побудувати як композиційні ряди {\displaystyle \{A_{i}\}} де кожна група {\displaystyle A_{i+1}} є розширенням {\displaystyle A_{i}} за допомогою деякої простої групи. Цей факт став одним із важливих стимулів для розв'язання задачі класифікації простих скінченних груп.

## Класифікація розширень
Розв'язання задачі розширення означає класифікацію всіх розширень групи {\displaystyle H} за допомогою {\displaystyle K}, або, конкретніше, вираження всіх таких розширень у термінах математичних об'єктів, які в якомусь сенсі простіші (легко обчислювані або добре вивчені). У загальному випадку ця задача дуже складна, і всі найкорисніші результати класифікують розширення, які задовольняють деяким додатковим умовам.
Для задачі класифікації важливим поняттям є еквівалентність розширень; кажуть, що розширення:
{\displaystyle 1\to K{\stackrel {i}{{}\to {}}}G{\stackrel {\pi }{{}\to {}}}H\to 1}
і
{\displaystyle 1\to K{\stackrel {i'}{{}\to {}}}G'{\stackrel {\pi '}{{}\to {}}}H\to 1}
еквівалентні (або конгруентні), якщо існує ізоморфізм групи {\displaystyle T:G\to G'}, що робить комутативною діаграму:
Фактично, достатньо мати групу гомоморфізмів. Внаслідок передбачуваної комутативності діаграми відображення обов'язково буде ізоморфізмом за короткою лемою про п'ять гомоморфізмів.
Може статися, що розширення {\displaystyle 1\to K\to G\to H\to 1} і {\displaystyle 1\to K\to G^{\prime }\to H\to 1} не еквівалентні, але {\displaystyle G} і {\displaystyle G'} ізоморфні як групи. Наприклад, є {\displaystyle 8} нееквівалентних розширень 4-групи Кляйна за допомогою {\displaystyle \mathbb {Z} /2\mathbb {Z} } але існують, з точністю до ізоморфізму, тільки чотири групи порядку 8, що містять нормальну підгрупу порядку {\displaystyle 2} з фактор-групою, ізоморфною 4-групі Кляйна.

### Тривіальні розширення
Тривіальне розширення — це розширення:
{\displaystyle 1\to K\to G\to H\to 1},
яке еквівалентне розширенню:
{\displaystyle 1\to K\to K\times H\to H\to 1},
де ліва і права стрілки є відповідно включенням та проєкцією кожного множника {\displaystyle K\times H}.

### Класифікації розщеплюваних розширень
Розщеплюване розширення — це розширення:
{\displaystyle 1\to K\to G\to H\to 1}
з гомоморфізмом {\displaystyle s\colon H\to G}, таким що перехід від {\displaystyle H} до {\displaystyle G} за допомогою {\displaystyle s}, а потім назад до {\displaystyle H} за фактор-відображенням короткої точної послідовності породжує тотожне відображення на {\displaystyle H}, тобто {\displaystyle \pi \circ s=\mathrm {id} _{H}}. У цій ситуації зазвичай кажуть, що {\displaystyle s} розщеплює згадану вище точну послідовність.
Розщеплювані розширення дуже легко класифікувати, оскільки розширення розщеплюване тоді й лише тоді, коли група {\displaystyle G} є напівпрямим добутком {\displaystyle K} і {\displaystyle H}. Самі напівпрямі добутки легко класифікувати, оскільки вони взаємно однозначно відповідають гомоморфізмам {\displaystyle H\to \operatorname {Aut} (K)}, де {\displaystyle \operatorname {Aut} (K)} є групою автоморфізмів {\displaystyle K}.

## Центральне розширення
Центральне розширення групи {\displaystyle G} є короткою точною послідовністю груп
{\displaystyle 1\to A\to E\to G\to 1}
такою, що {\displaystyle A} лежить у {\displaystyle Z(E)} (центрі групи {\displaystyle E}). Множина класів ізоморфізмів центральних розширень групи {\displaystyle G} за допомогою {\displaystyle A} (де {\displaystyle G} діє тривіально на {\displaystyle A}) є взаємно-однозначною відповідністю з групою когомологій {\displaystyle H^{2}(G,A)}.
Приклади центральних розширень можна побудувати, взявши будь-яку групу {\displaystyle G} та будь-яку абелеву групу {\displaystyle A}, вважаючи {\displaystyle E} рівним {\displaystyle A\times G}. Цей вид розщеплюваного прикладу, (розщеплюване розширення в сенсі задачі розширення, оскільки {\displaystyle G} є підгрупою {\displaystyle E}) не становить особливого інтересу, оскільки він відповідає елементу {\displaystyle 0} в {\displaystyle H^{2}(G,A)} згідно зі згаданою вище відповідністю. Серйозніші приклади знайдено в теорії проєктивних представлень у випадках, коли проєктивні представлення неможливо підняти до звичайних лінійних представлень.
У разі скінченних досконалих груп є універсальне досконале центральне розширення.
Аналогічно, центральне розширення алгебри Лі {\displaystyle {\mathfrak {g}}} є точною послідовністю
{\displaystyle 0\rightarrow {\mathfrak {a}}\rightarrow {\mathfrak {e}}\rightarrow {\mathfrak {g}}\rightarrow 0,}
такою що {\displaystyle {\mathfrak {a}}} міститься в центрі {\displaystyle {\mathfrak {e}}}.
Існує загальна теорія центральних розширень у многовидах Мальцева .

### Групи Лі
У теорії груп Лі центральні розширення виникають у зв'язку з алгебричною топологією. Грубо кажучи, центральні розширення груп Лі за допомогою дискретних груп це те саме, що накривні групи. Точніше, зв'язний накривний простір {\displaystyle G^{\ast }} зв'язної групи Лі {\displaystyle G} є природним центральним розширенням групи {\displaystyle G}, при цьому проєкція
{\displaystyle \pi \colon G^{*}\to G}
є групою гомоморфізмів та сюр'єктивна. (Структура групи на {\displaystyle G^{\star }} залежить від вибору відображення тотожного елемента в тотожний елемент {\displaystyle G}.) Наприклад, коли {\displaystyle G^{\star }} є універсальним накриттям групи {\displaystyle G}, ядро {\displaystyle \pi } є фундаментальною групою групи {\displaystyle G}, яке, як відомо, абелеве (H-простір). І навпаки, якщо дано групу Лі {\displaystyle G} та дискретну центральну підгрупу {\displaystyle Z}, факторгрупа {\displaystyle G/Z} є групою Лі, а {\displaystyle G} є її накривним простором.
Загальніше, якщо групи {\displaystyle A}, {\displaystyle E} і {\displaystyle G} в центральному розширенні є групами Лі та відображення між ними є гомоморфізмами групи Лі, то, якщо алгеброю Лі групи {\displaystyle G} є {\displaystyle {\mathfrak {g}}}, алгеброю {\displaystyle A} є {\displaystyle {\mathfrak {a}}}, а алгеброю {\displaystyle E} є {\displaystyle {\mathfrak {e}}}, то {\displaystyle {\mathfrak {e}}} є центральним розширенням алгебри Лі {\displaystyle {\mathfrak {g}}} за допомогою {\displaystyle \mathbf {a} }. У термінології теоретичної фізики генератори алгебри {\displaystyle {\mathfrak {a}}} називають центральними зарядами. Ці генератори лежать у центрі алгебри {\displaystyle {\mathfrak {e}}}. За теоремою Нетер генератори груп симетрії відповідають величинам, що зберігаються. Їх називають зарядами.
Основні приклади центральних розширень як накривних груп:
- спінорні групи, які двічі накривають спеціальні ортогональні групи, які (в парній розмірності) двічі накривають проєктивну ортогональну групу[en];
- метаплектичні групи[en], які двічі накривають симплектичні групи.

Випадок {\displaystyle SL_{2}(\mathbf {R} )} залучає фундаментальну групу, яка є нескінченною циклічною групою; тут центральне розширення добре відоме з теорії модулярних форм для випадку форм з вагою {\displaystyle {\tfrac {1}{2}}}. Відповідне проєктивне представлення є представленням Вейля, побудованим з перетворення Фур'є, у цьому разі, на дійсній осі. Метаплектичні групи з'являються також у квантовій механіці.